# Državljan Kane
Državljan Kane (angleško Citizen Kane) je ameriški dramski film iz leta 1941. Režiral ga je Orson Welles, ki je igral tudi glavno vlogo. Po nekaterih anketah filmskih kritikov velja za najboljši film vseh časov. Film je požel pohvale zaradi inovativne zgradbe, glasbe in pripovedovanja.

## Zgodba
Film opisuje življenje Charlesa Fosterja Kana, bogatega in vplivnega lastnika časopisne mreže v Združenih državah Amerike, skozi oči novinarja Jerryja Thompsona, ki po Kanovi smrti raziskuje pomen zadnje besede, ki jo je izrekel – rosebud (dobesedno popek vrtnice). Thompson poskusi izprašati Kanovo drugo ženo Susan Alexander, zdaj zapito lastnico nočnega kluba, a Susan noče odgovarjati na njegova vprašanja. Thompson zato poišče podatke o Kanovi mladosti v dnevniku Walterja Parksa Thatcherja, pokojnega bankirja in varuha mladega Kana ...